# Ada Christen
Ada Christen, de son vrai nom Christi(a)na von Breden, née Fr(i)ederik (née le 6 mars 1839 à Vienne, morte le 19 mai 1901 à Vienne) est une écrivain autrichienne.

## Biographie
Elle naît Christiane Rosalia Friederik, fille d'un grand marchand de Vienne Johann Friederik et de son épouse Christine. La famille vit richement dans l'arrondissement d'Alsergrund. À cause de sa participation à la Révolution autrichienne de 1848, le père est condamné à plusieurs années de prison où il meurt. La famille tombe dans la misère et Christiane doit travailler d'abord comme vendeuse de fleurs et couturière, puis en actrice d'un petit théâtre ambulant qui se produit dans les provinces de l'Empire austro-hongrois. Elle joue de 1855 à 1858 au Theresienbad (de).
En 1864, elle épouse le noble Siegmund von Neupauer, grand propriétaire terrien et juge de Szentgotthárd à Sopron. Mais après sa mort en asile psychiatrique en 1868, elle retombe dans la misère, puis après la mort de son enfant, elle revient à Vienne et retravaille dans le théâtre (en particulier pour le Theater in der Josefstadt, dirigé par Friedrich Strampfer). 
Elle essaie de trouver un revenu dans l'écriture. Avec l'entremise de Ferdinand von Saar, elle publie son premier recueil de poésie en 1868 Lieder einer Verlorenen (Chansons d'une égarée) qui mélange une candeur érotique et des charges provocantes envers la bourgeoisie. Il lui conseille de prendre le pseudonyme d'Ada Christen, qu'elle gardera pour toutes ses autres publications : poésie, contes, romans et pièces de théâtre. À partir de 1874, elle publie des articles pour des journaux et magazines (Illustrierter Österreichischen Volkskalender). 
En 1878, elle épouse Adalmar de Breden, entrepreneur, capitaine de cavalerie en retraite et écrivain militaire. Sa richesse lui permet de tenir un salon littéraire avec les personnages importants de l'époque comme Ferdinand von Saar, Friedrich Hebbel ou Ludwig Anzengruber. Mais les affaires de son mari font faillite et elle se retrouve de nouveau dans des conditions difficiles à la fin des années 1880.
La première de sa pièce Wiener Leut (Les gens Viennois, adaptée du roman Jungfer Mutter) en 1893 est un échec. Cela appuie sa dépression et elle se retire d'une vie publique. Des séjours en cure et des voyages à Venise, Menton et Berchtesgaden n'ont aucun effet sur sa santé. Elle se retire dans son domaine d'Einsamhof dans le quartier d'Inzersdorf où elle meurt en 1901. Elle est enterrée au cimetière évangélique de Matzleinsdorf. 
En 1968, une voie à Vienne dans le quartier de Favoriten lui est dédiée : Ada-Christen-Gasse (de).

## Œuvre
- Die Häuslerin (théâtre) 1867
- Lieder einer Verlorenen (poésie), 1868
- Ella (roman) 1869
- Aus der Asche (poésie), 1870
- Faustina (théâtre), 1871
- Schatten (poésie), 1873
- Vom Wege (sketchs), 1874
- Aus dem Leben (sketchs), 1876
- Aus der Tiefe (poésie), 1878
- Unsere Nachbarn (sketchs), 1884
- Als sie starb (nouvelles), 1888
- Jungfer Mutter. Eine Wiener Vorstadtgeschichte (roman), 1892
- Wiener Leut (théâtre), 1893

Une grande partie de son œuvrre est présente sur le Wikisource allemand

## Source, notes et références
- (de) Cet article est partiellement ou en totalité issu de l’article de Wikipédia en allemand intitulé « Ada Christen » (voir la liste des auteurs).